# Abd al-Latif Baghdadi
ʿAbd al-Laṭīf al-Baghdādī (in arabo عبد اللطيف البغدادي‎?; al-Mansura, 20 settembre 1917 – Il Cairo, 9 settembre 1999) è stato un militare e politico egiziano.

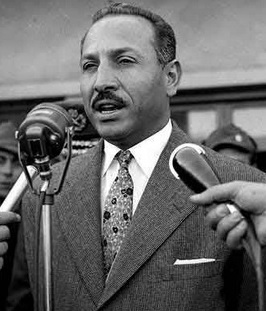
ʿAbd al-Laṭīf al-Baghdādī (Febbraio 1958)

Noto all'estero anche come Abdel Latif Boghdadi o Abd el-Latif el-Baghdadi è stato un ufficiale dell'Aeronautica militare egiziana, poi un politico e infine un giudice. Componente del movimento dei Liberi Ufficiali che portò alla caduta della monarchia egiziana e all'istituzione della repubblica nel 1952, al-Baghdādī fu vicepresidente della Repubblica sotto Gamāl ʿAbd al-Nāṣer.

## Gioventù
Baghdadi entrò nell'Accademia militare egiziana e ricevette nel 1938 il brevetto al termine di un eccellente percorso di studio nell'Accademia Aeronautica militare.  La sua progressione in carriera fu assai rapida, tanto da diventare presto wing commander nell'Aeronautica militare egiziana. All'epoca del governo guidato da Mustafa al-Nahhas, fu destinato all'Esercito Arabo di Liberazione - in inglese Arab Liberation Army (ALA) - per la guerra arabo-israeliana del 1948.

## Liberi Ufficiali e Rivoluzione del 1952

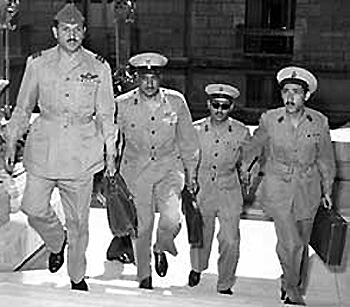
I Liberi Ufficiali al Cairo nel 1952. Baghdadi nella foto è a sinistra, accanto a Gamal Abd el-Nasser.

Baghdadi divenne più tardi uno dei 10 componenti originali dei Movimento dei Liberi Ufficiali. Durante la Rivoluzione egiziana del 1952 guidata dai Liberi Ufficiali, al-Baghdadi comandò unità di caccia militari che sorvolarono Il Cairo per prevenire qualsiasi reazione delle truppe eventualmente rimaste fedeli al Re Fārūq I. Dopo che i Liberi Ufficiali assunsero il potere, Gamal Abd el-Nasser — il principale leader del colpo di Stato e nuovo Primo ministro dell'Egitto — nominò al-Baghdadi presidente di una Corte speciale istituita per giudicare i membri della deposta monarchia, che condannò il generale Husayn Sirri 'Amer e un leader del partito Wafd, Fuʾād Sarrāg al-Dīn (Fouad Serageddin), tra gli altri, a lunghe pene detentive. Numerose sentenze furono tuttavia commutate in senso più favorevole ai condannati.
Baghdadi divenne anche componente del Consiglio del Comando della Rivoluzione (CCR). Nel 1953, fu nominato ispettore generale della prima organizzazione politica rivoluzionaria, il Raggruppamento della Liberazione. Per rimuovere e sostituire Muḥammad Naǧīb, il Presidente dell'Egitto che era stato insediato dai Liberi Ufficiali, tra cui Gamal Abd el-Nasser, questi rimpiazzò il ministro della Difesa, che era un ufficiale favorevole a Naǧīb, proprio con al-Baghdadi per un breve periodo tra il 1953 e il 1954. Quando Naǧīb fu rimosso dal suo incarico e posto agli arresti domiciliari alla fine del 1954, Gamal Abd el-Nasser era ancora Primo ministro e trasferì al-Baghdadi al Ministero degli Affari municipali. Durante quel periodo, fu responsabile della costruzione nella Corniche al-Nīl (Lungonilo) al Cairo, come pure della costruzione di numerose altre strade in Egitto. Per questa ragione i suoi avversari si riferivano talvolta ad al-Baghdadi sarcasticamente come ad ʿAbd al-Rassīf al-Baghdādī (Rassīf significa in lingua araba "pavimentazione stradale".

## Ruolo nella Crisi di Suez
Quando l'IDF, i caccia britannici e quelli francesi, respinsero le forze aeree egiziane dalla Penisola del Sinai e dalla zona del Canale di Suez - la cui Compagnia era stata nazionalizzata nel 1956 da Gamāl ʿAbd al-Nāṣer, dando origine alla Crisi di Suez e fornito il pretesto a Regno Unito, Francia e Israele per attaccare l'Egitto - il comandante delle Forze armate egiziane, ʿAbd al-Ḥakīm ʿĀmir, preso dal panico, suggerì la resa.

Gamāl ʿAbd al-Nāṣer rifiutò e affidò ad al-Baghdadi l'incarico di riorganizzare le forze egiziane lungo il Canale.
Dopo la guerra di Suez, fu nominato generale amministratore per la ricostruzione dell'area del Canale. Fu anche nominato ministro delle Comunicazioni e, assieme e Zakariyā Muḥyi al-Dīn e ʿAbd al-Ḥakīm ʿĀmir, fece parte di un comitato che doveva vagliare le candidature della neo-istituita Assemblea Nazionale composta da 350 membri. al-Baghdadi fu eletto Presidente della prima Assemblea Nazionale.

## Dimissioni e conseguenze

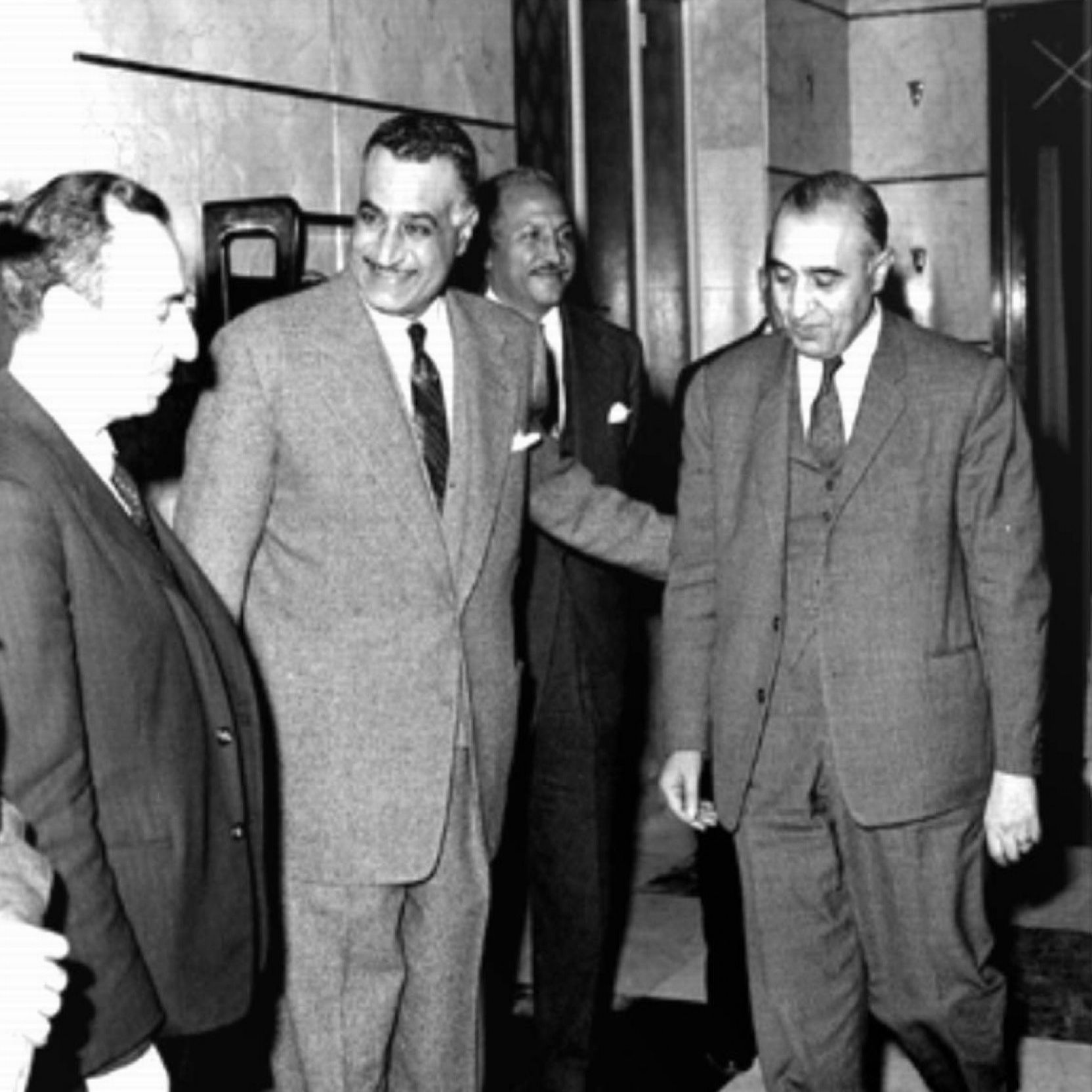
Baghdadi (terzo da sinistra) col Presidente Gamāl ʿAbd al-Nāṣer (secondo da sinistra) e i fondatori del partito Baʿth Michel Aflaq (primo da sinistra) e Salah al-Din al-Bitar (quarto da sinistra) in Siria (1963).

Baghdadi accompagnò Gamāl ʿAbd al-Nāṣer nella sua visita a Damasco il 24 febbraio 1958, dopo l'unificazione dei due Paesi nella Repubblica Araba Unita (RAU). Il suo ruolo nella nuova istituzione lo vide affiancare ʿĀmir, nella sua veste di vice Presidente della "regione" d'Egitto. In questo periodo dei primi degli anni sessanta, al-Baghdadi conservò la sua funzione di ministro della Pianificazione. Nel 1962, poco dopo il collasso istituzionale della RAU, Gamāl ʿAbd al-Nāṣer adottò uno stile economico maggiormente vicino a quello sovietico, che Baghdadi disapprovava. Egli si oppose decisamente alle misure massicciamente di stampo socialistico del nuovo sistema, fino a rassegnare le sue dimissioni, imputando a Gamāl ʿAbd al-Nāṣer di aver smarrito la sua direzione politica ed economica. al-Baghdadi preferiva avere più strette relazioni con gli USA anziché con l'URSS.
Baghdadi rassegnò ancora le sue dimissioni il 16 maggio 1964, per il suo disaccordo con la decisione di Gamāl ʿAbd al-Nāṣer d'inviare truppe in Yemen del Nord in sostegno dei partigiani nasseriani impegnati nella guerra civile. Si riferì a quella guerra come al "Vietnam di Gamāl ʿAbd al-Nāṣer". Baghdadi voleva anche maggior cautela nella politica del "Prima l'Egitto". In risposta alle sue dimissioni, Gamāl ʿAbd al-Nāṣer mise agli arresti domiciliari il fratello di al-Baghdadi, Saʿd e vietò a suo cognato di effettuare un viaggio nel Regno Unito per completare il suo PhD. Gamāl ʿAbd al-Nāṣer accusò inoltre il suo vecchio compagno di lotta di essere implicato in attività illegali assieme alla Fratellanza Musulmana.

## Ultimi anni e morte
Come conseguenza della sua disgrazia politica, Baghdadi abbandonò la vita politica attiva, malgrado Gamāl ʿAbd al-Nāṣer si fosse riconciliato con lui prima del 1970, anno della morte del raʾīs. Nelle sue Memorie, Baghdadi afferma che Gamāl ʿAbd al-Nāṣer avesse pianificato di nominarlo vice-Presidente della Repubblica, poco prima del suo decesso nel mese di settembre del 1970, Per impedire che il suo vice-Presidente, Anwar el-Sadat, gli potesse succedere. Secondo gli ambienti assai vicini a Gamāl ʿAbd al-Nāṣer, questi chiese a Baghdadi di entrare a far parte del governo e divenire il suo secondo in ordine di successione perché riteneva poco affidabile Sadat. A causa delle precedenti dimissioni di Baghdadi dovute alle crescenti relazioni dell'Egitto con l'URSS, egli avrebbe chiesto al Presidente quale fosse la reale natura degli stretti rapporti con Mosca, vista la disfatta patita dall'Egitto nella Guerra dei Sei giorni del 1967. Entrambi concordarono sulla necessità di una visita di Baghdadi in Unione Sovietica, per chiarire la reale percezione sovietica dell'alleanza che si stava stringendo con Il Cairo.
Nel 1972, durante la presidenza di Sadat, Baghdadi e altri nove importanti componenti dei vari governi egiziani, inviarono una nota a Sadat, criticando la sua politica di "eccessiva dipendenza dall'URSS". Baghdadi si oppose al Trattato di pace con Israele del 1978, come fecero tutti gli altri componenti ancora in vita dell'originario Consiglio del Comando della Rivoluzione.
L'8 settembre 1999, Baghdadi fu ospedalizzato per complicazioni causate dal suo tumore al fegato. Il giorno dopo fu dichiarata la sua morte, all'età di 81 anni. Un funerale di Stato fu svolto il 10 settembre nell'area suburbana del Cairo. Alla cerimonia partecipò l'allora Presidente della Repubblica, Hosni Mubarak, e altre importanti figure del panorama politico e militare egiziano. Mubarak pronunciò nell'occasione un discorso commemorativo in cui qualificò Baghdadi come un patriota "che aveva servito il suo Paese con devozione".